# 1928 v loďstvech
Tento článek obsahuje významné události v oblasti loďstev v roce 1928.

## Lodě vstoupivší do služby
- 21. ledna –  Hr. Ms. Piet Hein – torpédoborec třídy Admiralen

- 31. května –  Hr. Ms. Van Ghent – torpédoborec třídy Admiralen

- 31. května –  Hr. Ms. Evertsen – torpédoborec třídy Admiralen

- 3. září –  Hr. Ms. Kortenaer – torpédoborec stejnojmenné třídy

- Duquesne – těžký křižník stejnojmenné třídy

- Tourville – těžký křižník třídy Duquesne